# Stefanie Karg
Stefanie Karg (jetzt Stefanie Waibl, * 22. Oktober 1986 in Hoyerswerda) ist eine ehemalige deutsche Volleyballspielerin.

## Karriere
Karg begann ihre sportliche Karriere bei ihrem Heimatverein, den Volleyballfreunden Blau-Weiß Hoyerswerda. Später wurde sie bei der Nachwuchsmannschaft VC Olympia Dresden ausgebildet. 2004 nahm sie mit der Junioren-Nationalmannschaft an der Europameisterschaft teil und wurde Vierte. Über den VCO kam sie schließlich zum Dresdner SC. Mit dem Bundesligisten gewann sie 2007 die deutsche Meisterschaft und erreichte außerdem das Finale im DVV-Pokal. Außerdem wurde sie erstmals in den Kader der A-Nationalmannschaft berufen. Ein Jahr später wurde die Mannschaft Vizemeister und in der Saison 2008/09 stand sie erneut im Pokalfinale. 2010 war die Mittelblockerin am größten Erfolg des DSC beteiligt, als die Sachsen neben dem DVV-Pokal auch den Challenge Cup gewannen. Nach drei weiteren Vizemeisterschaften in Folge (2011, 2012 und 2013) wurde Karg mit der Mannschaft 2014 erneut deutscher Meister. Danach verließ sie den Dresdner SC nach elf Jahren und wechselte zum tschechischen Meister VK Prostějov. Dort gewann sie 2015 das Double aus Meisterschaft und Pokal und beendete anschließend ihre Karriere.

## Privates
Karg ist seit 2014 mit dem Trainer des Dresdner SC, Alexander Waibl, liiert und seit 2015 verheiratet. Sie haben drei gemeinsame Kinder. Karg ist Gymnasiallehrerin.